# دينغ دانق
دينغ دانق (بالصينية: 丁噹) هي مغنية صينية، ولدت في 17 أبريل 1982 في جياشينغ في الصين.

## وصلات خارجية
- دينغ دانق على موقع IMDb (الإنجليزية)
- دينغ دانق على موقع ميوزك برينز (الإنجليزية)
- دينغ دانق على موقع ديسكوغز (الإنجليزية)
- دينغ دانق على موقع قاعدة بيانات الفيلم (الإنجليزية)